# Takama-ga-hara

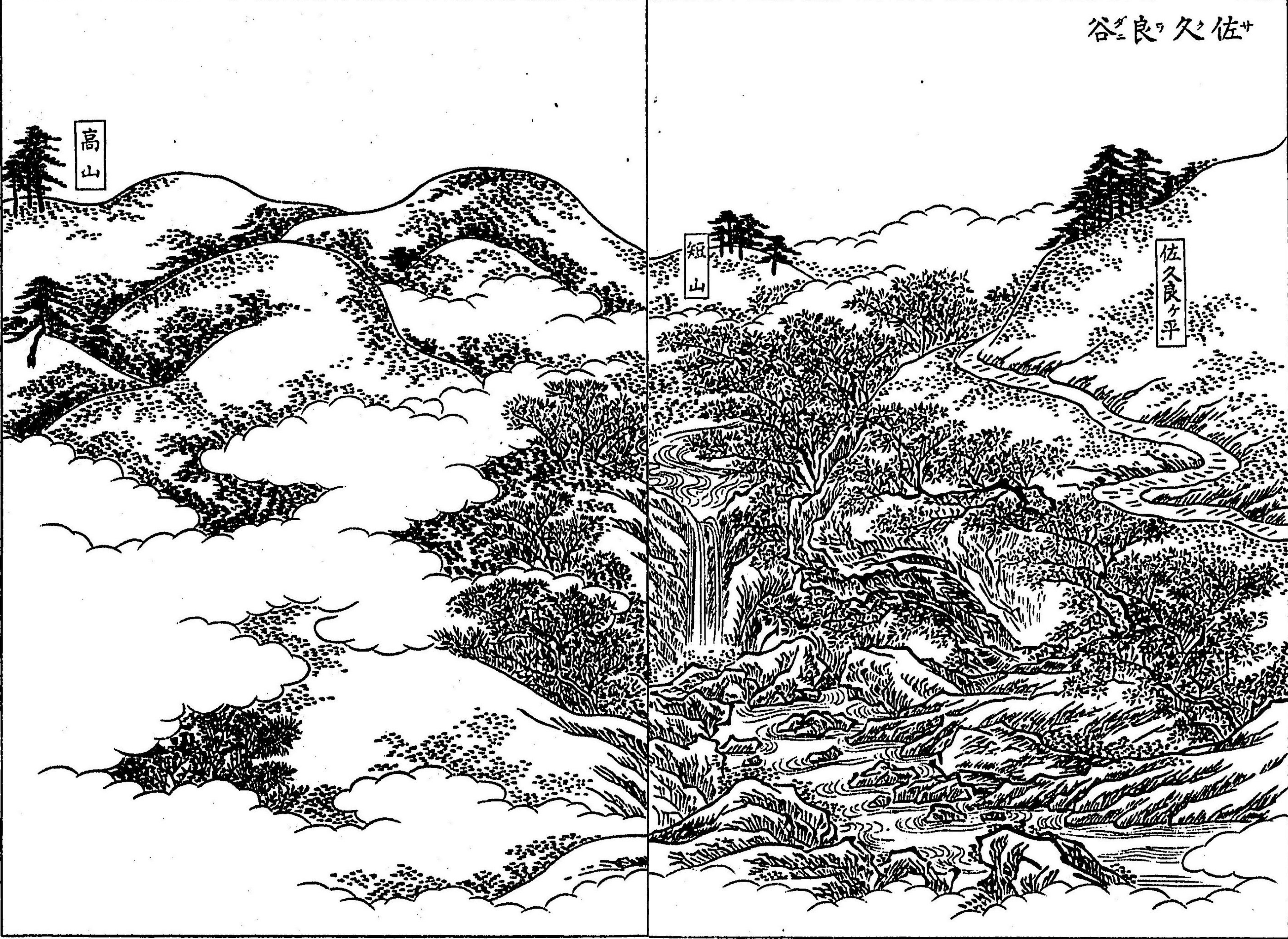

Takama-ga-hara (高天原 (Cao Thiên Nguyên) tạm dịch: bình nguyên cõi trời cao) là từ chỉ cõi trời trong thần thoại Nhật Bản. Theo thần đạo thì Takama-ga-hara là nơi ở của các thần. Nơi này nối với trần gian qua một cây cầu có tên là thiên phù kiều (天浮橋). 

## Giả thuyết khởi nguyên của dân tộc Nhật Bản
Sử học gia Giang Thượng Ba Phu(Egami Namio) đã đề ra một thuyết gọi là kỵ mã dân tộc chinh phục vương triều thuyết(Kibaminzoku seifuku ocho setsu) và nói rằng Cao Thiên Nguyên chính là chỉ Á Châu.

## Các bài liên quan
- Vĩ Nguyên Trung Quốc
- Hoàng Tuyền Quốc
- Căn Chi Quốc